# Повість про абхазького хлопця
«Повість про абхазького хлопця» — радянський художній фільм 1977 року, знятий режисером Олександром Жгенті на кіностудії «Грузія-фільм».

## Сюжет
Пам'яті артилериста, героя Радянського Союзу Володимира Харазія, який загинув під Харковом у 1942 році.

## У ролях
- Адгур Інал-Іпа — Володимир Харазія
- Роланд Какаурідзе — Еміліо
- Костянтин Степанков — Фаворов, майор
- Ліа Капанадзе — мати Володимира
- Г. Карселадзе — батько Володимира
- Майя Канкава — Нуну
- Сергій Габніа — батько Нуну
- Віктор Лазарев — старий
- Євгенія Лижина — стара
- М. Кучуберія — епізод
- М. Піліа — епізод
- С. Касландзія — епізод
- Б. Харазіа — епізод
- А. Харазіа — епізод
- Н. Андрієнко — епізод
- Ігор Копченко — Сорокін, старшина
- Віталій Гордієнко — епізод
- Рудольф Жирнов — епізод
- Георгій Арвеладзе — епізод
- Світлана Арусланова — епізод
- Володимир Гуляєв — генерал

## Знімальна група
- Режисер — Олександр Жгенті
- Сценаристи — Ламара Гвазава-Санадзе, Резо Ебралідзе, Олександр Жгенті
- Оператори — Ігор Амасійський, Отар Чумбурідзе
- Композитор — Нодар Габунія
- Художник — Микола Казбегі